# Manuel Benítez Carrasco

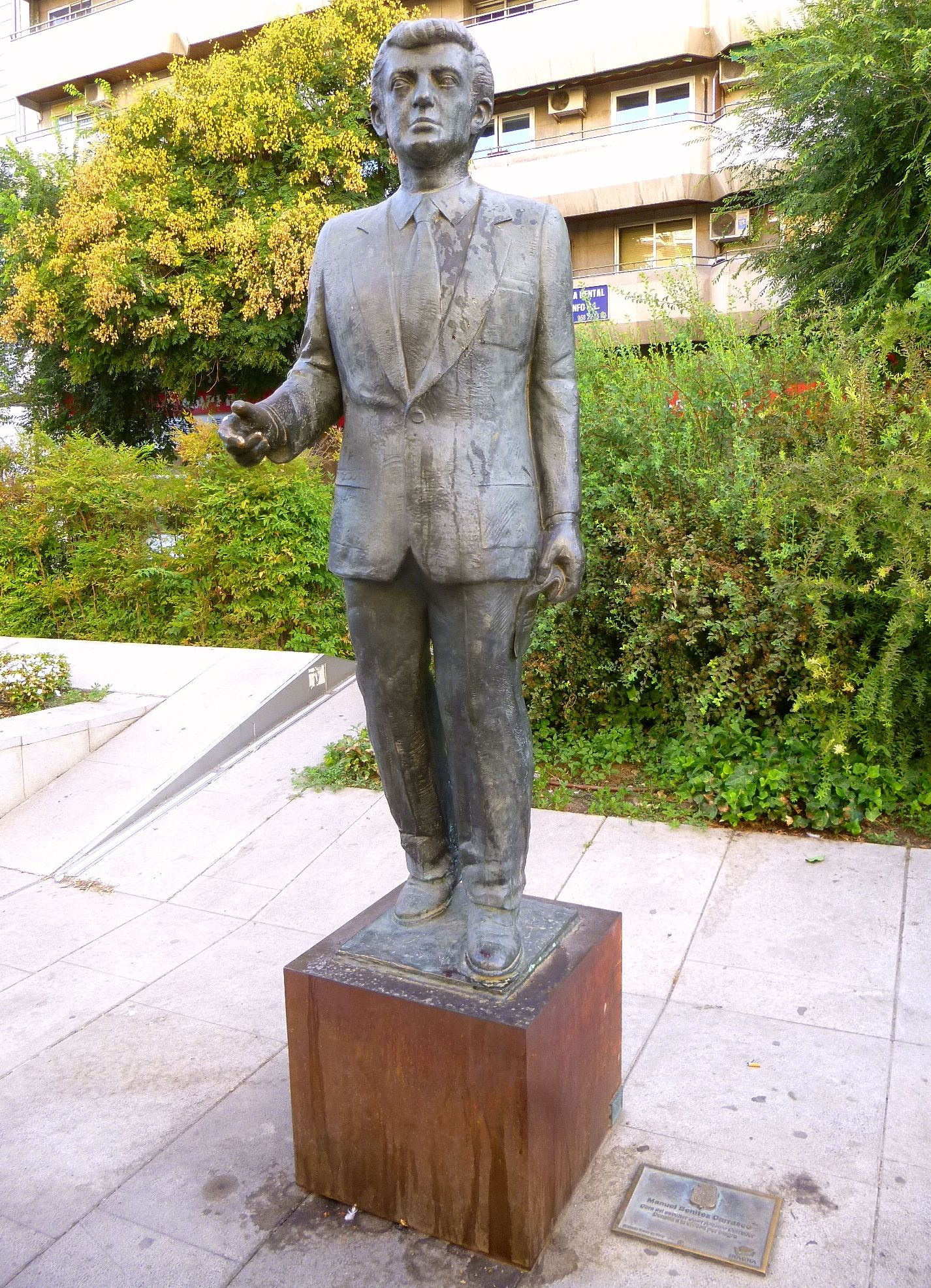
Estatua de Manuel Benítez Carrasco en la Avenida de la Constitución de su Granada natal

Manuel Benítez Carrasco (Granada, 1 de diciembre de 1922-ibídem, 25 de noviembre de 1999) fue un poeta y rapsoda español, que desarrolló la mayor parte de su actividad en varios países de Hispanoamérica, especialmente en México.

## Biografía
Nació en la casa parroquial de El Salvador, en el barrio del Albaicín de Granada, donde su familia vivía acogida por el coadjutor de la parroquia, Manuel Benítez Martínez, hermano del padre, de profesión carpintero que ejercía en la Iglesia de San Miguel Alto.
Se formó, primero, en las escuelas del Ave María de la cuesta del Chapiz. Entró en el seminario menor que los jesuitas andaluces (en el exilio por la Segunda República) tenían en Loulé (Portugal), ingresó en el Noviciado de la Compañía de Jesús el 19 de diciembre de 1938, Noviciado que después regresó a El Puerto de Santa María, del que salió en 1940.
Volvió a Granada, donde publicó sus primeros versos con el título Primavera Breve en la revista Vientos del Sur. Escribió dos obras de teatro: Luz de amanecer, que fue galardonada con el primer premio de teatro de Escuadra, y el auto sacramental Castillo de Dios. También hizo una incursión en la narrativa con la novela El último sacrificio, que obtuvo el primer premio en un concurso de la revista Norma, editada por la Universidad de Granada.
Mientras realizaba el servicio militar ganó la Flor Natural en los Juegos Florales de Torrelavega con la poesía Grito al niño de oro y barro, e idéntico galardón en los Juegos Florales de Úbeda por Salmo del agua preciosa y en los de Granada en honor de san Juan de Dios por Oración de las cosas pequeñas.
En 1947 se trasladó a Madrid, donde intervino como rapsoda por primera vez en espectáculo de Conrado Blanco Alforjas para la poesía. Hizo apariciones esporádicas, también como rapsoda, en los teatros de la Comedia y Español, de Madrid, y en el Palacio de la Música de Barcelona. Un año más tarde publicó su primer libro, La muerte pequeña. Tras una gira realizada en 1953 con la compañía «Romerías» por Buenos Aires y otras ciudades de Argentina y del resto de Hispanoamérica, regresó a Madrid donde publicó las dos partes de El oro y el barro, con poemas de carácter religioso, la primera, y de temas variados, la segunda, Frente al toro y el poema, de tema taurino, y Diario del agua, colección de poemas en los que al agua es protagonista.
Viajó a Cuba en 1955, donde permaneció durante un año dando recitales. Allí publicó Mi barca y otros poemas. Más tarde repetiría esta actividad en diversos países y ciudades de América, como Ecuador, Méjico, Puerto Rico y Miami y Argentina, donde se quedó a residir mucho tiempo. Desde Buenos Aires viajó a numerosas ciudades de Uruguay, Chile, Perú, Ecuador, Colombia, Puerto Rico y Estados Unidos para dar recitales.
Más tarde, residió muchos años en Méjico, trabajando como relaciones públicas de la firma Domecq y recorriendo su geografía para dar más de mil recitales. En México publicó los libros: De ayer y de hoy, Antología poética, Caminante y México, sonoro y mágico y los discos: Mi poesía andaluza (HIXPAVOX); Mira si soy desprendío; Campanas de Belén; México sonoro (ORFEÓN); Caminos; Manuel Benítez Carrasco dice sus poesías; Uno, dos, tres. Poemas taurinos (BELART); Manuel Benítez Carrasco dice sus poemas; y Cachito de España (MUSART).
A partir de 1980 empezó a pasar largas temporadas en Granada, viajando a otros lugares de Andalucía como Córdoba, Sevilla, Málaga, Jerez de la Frontera y Almería. En Sevilla y en Jerez recibió sendos homenajes: una cena en el hotel Alfonso XIII con un centenar de asistentes y un acto académico en la Real Academia de San Dionisio, respectivamente.

## Fallecimiento
Falleció en Granada el 25 de noviembre de 1999 y, por deseo propio, sus restos fueron incinerados y las cenizas esparcidas por un cerro del Albaicín en un acto familiar íntimo.

## Legado documental
El legado documental del poeta, compuesto por los ciento diez originales de sus obras, en gran parte manuscritos, más de ciento cincuenta cartas y tarjetas postales y alrededor de cien fotografías de él y su familia, fue donado por sus herederos a la Junta de Andalucía en 2005 y quedó albergado junto a una serie de grabaciones de sus recitales y otros documentos gráficos, en el Museo Casa de los Tiros de Granada.

## Publicaciones
- Primavera breve (1945);
- La muerte pequeña (1948);
- El oro y el barro (1950);
- Cuando pasa el toro (1952);
- Diario del agua (1956);
- Mi barca, el perro cojo y otros poemas (1962);
- El oro y el barro (1987);
- Antología poética (1989);
- Asignatura otoño (1990);
- Anecdotario del agua (1993);
- Del villancico a la saeta (1995);
- Los toros en la poesía de Manuel Benítez Carrasco (1995);
- Aires de Andalucía (1996);
- México sonoro y mágico (1998);
- Obra poética (2000);
- Los nombres de los árboles (antología) (2009);
- Sonetos (2010).

## Distinciones
- Primer premio de teatro «Escuadra».
- Flor Natural en las Juegos Florales de Torrelavega por el poema Grito al niño de oro y barro.
- Flor Natural de los Juegos Florales de Úbeda, por Salmo de agua preciosa.
- Flor natural de los Juegos Florales en honor de San Juan de Dios, en Granada, por Oración por las cosas pequeñas.
- Medalla de Oro del Círculo de Bellas Artes de Madrid (1953).
- Hijo predilecto de Granada en 1998.
- El Ayuntamiento de Sevilla ha dedicado una calle a su memoria con el nombre «Poeta Manuel Benítez Carrasco».
- El Ayuntamiento de Granada ha nombrado un espacio público del Zaidín  «Plaza del poeta Manuel Benítez Carrasco».